# Sjostedtiella rubrithorax
Sjostedtiella rubrithorax là một loài tò vò trong họ Ichneumonidae.